# 오텐문의 변

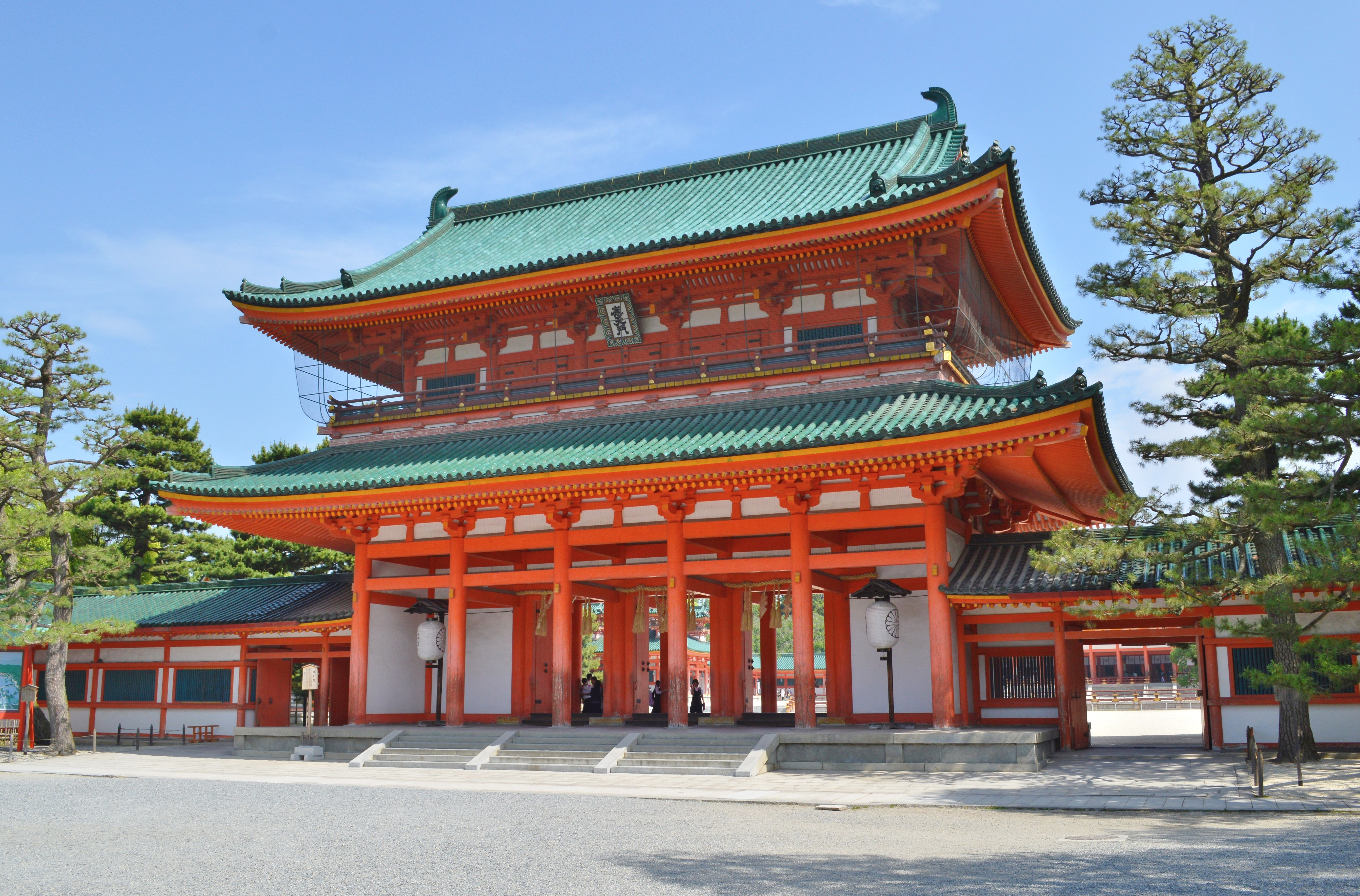
교토 헤이안 신궁(平安神宮)의 응천문(応天門). 옛 헤이안쿄(平安京)의 응천문을 축소 복원한 것이다.

오텐몬의 변(일본어: 応天門の変)은 일본 헤이안 시대(平安時代) 전기인 조간(貞観) 8년(866년)에 일어난 정치 사건이다.
헤이안쿄 황궁인 다이리의 정문 오텐몬(応天門, 응천문)이 방화로 소실되자, 다이나곤(大納言) ・ 도모노 요시오(伴善男)는 사다이진(左大臣) ・ 미나모토노 마코토(源信)의 범행이라고 고발하였는데, 태정대신(太政大臣) ・ 후지와라노 요시후사(藤原良房)의 진언으로 그 혐의는 무죄가 되었다. 그 뒤 밀고에 의해 도모노 요시오 부자에게 혐의가 돌아갔고, 혐의가 인정되어 유배에 처해졌다. 이로 인해 고대로부터 일본의 명문 씨족이었던 도모 씨(伴氏, 오토모씨大伴氏)는 몰락하였으며, 후지와라 씨(藤原氏)에 의한 타씨족 배척 사건의 하나로 거론되게 되었다.
해당 사건은 일본의 국보 『반 다이나곤 에코토바』(伴大納言絵詞)에 상세히 묘사되어 있다.

## 경과
당시 다이나곤 도모노 요시오는 사다이진 미나모토노 마코토와는 사이가 나빴다. 미나모토노 마코토를 실각시키고 공석이 된 사다이진에 우다이진(右大臣) ・ 후지와라노 요시미(藤原良相)가 승진하고 나면 자신이 우대신으로 임명될 것이라고 기대하고 있었다.
조간 6년(864년) 도모노 요시오는 미나모토노 마코토가 모반을 꾀한다는 소문이 있다고 아뢰었고, 이것이 받아들여졌다.
2년 뒤인 조간 8년(866년) 윤3월 10일(양력 4월 28일) 응천문이 방화로 불에 타서 소실되는 사건이 벌어졌다. 교토 황궁의 정문이 방화로 소실된 사건에 조정은 크게 놀랐고, 성대한 가지기도(加持祈祷)를 벌였다. 그리고 얼마 지나지 않아 도모노 요시오는 우대신 미나모토노 요시미에게 응천문 방화의 범인이 미나모토노 마코토라고 고발하였다. 교토 황궁의 정문이었던 응천문은 당시 오토모 씨(大伴氏) 즉 도모 씨(伴氏)가 지은 것으로, 미나모토노 마코토가 도모 씨에 대한 저주로써 응천문에 불을 질렀다는 것이었다.

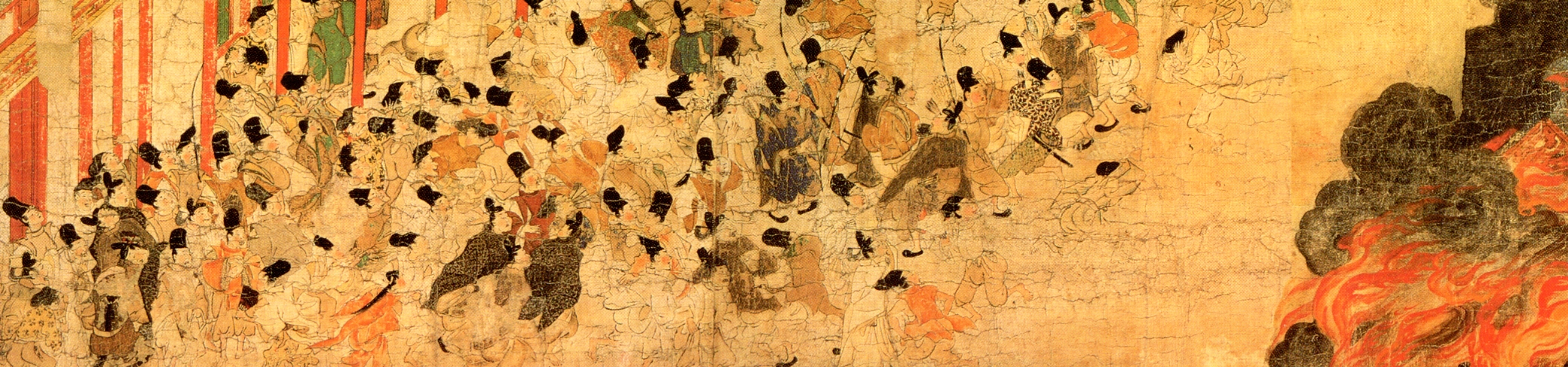
반 다이나곤 에코토바에 그려진, 응천문의 화재.

후지와라노 요시미는 미나모토노 마코토의 포박을 명하고 병사를 동원해 그의 저택을 포위하게 하였다. 응천문 방화 혐의를 쓰게 된 미나모토노 마코토의 집안 사람들은 절망에 빠져 크게 탄식하고 비통해하였다. 산기(参議)・후지와라노 모토쓰네(藤原基経)가 이를 아버지 태정대신 ・ 후지와라노 요시후사에게 고하였고, 놀란 요시후사는 세이와 천황(清和天皇)에게 아뢰어 미나모토노 마코토를 변호하였다. 미나모토노 마코토의 혐의는 풀렸고, 그의 저택의 포위도 풀려서 병사들은 철수하였다.
8월 3일에 빗추노곤노시쇼(備中権史生) ・ 오야케 다카토리(大宅鷹取)가 응천문 방화의 범인은 도모노 요시오와 그 아들 나카쓰네(中庸)의 짓이라고 고발하였다. 다카토리는 응천문 앞에서 도모노 요시오와 나카쓰네 부자, 그리고 그 잡색(雑色, 하인)인 기노 도요시로(紀豊城) 세 사람이 도망치는 것을 보았고 그 직후 응천문이 불타올랐다고 진술하였다. 다카토리의 딸이 요시오의 하인 이쿠에노 쓰네야마(生江恒山)에게 살해된 것에 원한을 품었다는 것이었다. 고발자를 보호하고 허위 고발일 경우 처벌하기 위한 법규에 따라 다카토리는 사게비이시(左検非違使)로 신병이 인도되었다.
세이와 천황은 칙을 내려 산기 ・ 미나부치노 도시나(南淵年名)와 후지와라노 요시나와(藤原良縄) 등에게 도모노 요시오에 대한 취조를 명하였다. 8월 7일에 행해진 요시오에 대한 국문에서 요시오는 응천문 방화는 자신과는 관계가 없다고 주장하였다. 또한 음양료(陰陽寮)에서 응천문의 화재는 산릉(山陵)이 더럽혀졌기 때문이라는 점괘가 나왔고, 14일에 실제로 산릉을 점검해 본 결과 산릉에 누군가가 들어와 나무를 베어간 흔적이 발견되어 18일에는 응천문 화재는 산릉이 더럽혀진 것에 대한 신들의 견책이라고 판단되어 산릉 관리 책임자가 처분되었다. 한편 19일에는 후지와라노 요시후사가 셋쇼(摂政)로 임명되었는데, 이는 미나모토노 마코토가 자택에서 근신하고 후지와라노 요시미도 병으로 출사가 지체되는 데에 이어 다이나곤인 도모노 요시오마저 방화의 혐의가 더해진 가운데, 형식상으로는 명예직이었던 태정대신 요시후사에게 태정관의 정무에 관여토록 할 의도가 있었던 것으로 해석되고 있다.(반대로 다이나곤 도모노 요시오가 실제 방화의 범인일 경우 요시오의 처분을 판단할 수 있는 것은 그 상관인 대신 뿐이었다)
그런데 응천문 화재 조사와는 별도로 진행되고 있던 오야케노 다카토리 부녀 살상 사건 조사에 관련해 8월 29일에 도모노 나카쓰네가 좌위문부(左衛門府)에 구금되고 같은 요시오의 종자인 이쿠에노 쓰네야마와 도모노 기요나와(伴清縄) 등이 체포되어 엄중한 심문을 받았는데(장형을 가하는 등의 고문도 받았을 가능성이 있다) 그 과정에서 다카토리 사건뿐 아니라 응천문 방화에 대해서도 자백해버렸고 한 번 무고로 판단되었던 도모노 요시오 부자에 대한 방화 용의가 다시금 떠오르게 되었다. 요시오에 대한 취조가 언제 다시 재개되었는지는 알 수 없지만 거듭 부정하던 요시오에게 "도모노 나카쓰네가 자백하였다"고 거짓으로 말하며 자백을 요구하자 요시오는 체념하고 응천문 방화가 자신의 범행이라고 자백하였다고 한다(《고단쇼》江談抄).
9월 22일에 조정(태정관)은 도모노 요시오 등을 응천문 방화의 범인으로 단죄하고, 사형죄에서 1등 감형하여 유배에 처하였다. 주모자로써 도모노 요시오는 이즈국(伊豆国)、도모노 나카쓰네는 오키국(隠岐国)、기노 도요시로(紀豊城)는 아와 국(安房国)、도모노 아키자네(伴秋実)는 이키국(壱岐国)、도모노 기요나와(伴清縄)는 사도국(佐渡国)으로 유배되었다. 또한 주모자의 친족 8명도 연좌되어 유배에 처해졌다. 또한 오야케노 다카토리 부녀 살상 사건에 대해서도 심리가 진행되어, 이쿠에노 쓰네야마 등 2명이 처벌을 받은 것은 10월의 일이었다. 이 처분이 있고 얼마 지나지 않아 미나모토노 마코토・후지와라노 요시미 모두 급서하고, 후지와라노 요시후사가 조정의 전권을 장악하게 되었다.
이 사건의 처리를 맡았던 후지와라노 요시후사는 도모 씨(伴氏) ・ 기 씨(紀氏) 유력 관인을 배척하고 사건 뒤에는 세이와 천황의 셋쇼(섭정)가 되어 후지와라 씨의 세력을 확대시키는 데에 성공하였다. 후지와라 씨의 세력 소멸을 노렸던 도모노 요시오였지만 결과적으로는 도모 씨 일족이 오히려 조정에서 일소되고 후지와라 씨가 권세를 늘리는 결과만을 낳았다. 때문에 이 사건을 후지와라 씨에 의한 도모 씨 축출 음모로 보는 견해가 강하지만, 사학자 스즈키 다쿠로(鈴木琢郎)에 따르면 실제로 해당 사건은 도모노 나카쓰네의 독단에 의한 범행이었고 도모노 요시오는 사건과는 아무 관계가 없었지만, 세이와 천황의 의향으로써 요시오까지 같은 죄로 처리된 것이 아니냐고 보는 설도 있다.

## 사건에 의해 처벌된 인물
| 가계          | 이름                        | 관위 등                                   | 처벌 내용                                               |
| ------------- | --------------------------- | ----------------------------------------- | ------------------------------------------------------- |
| 도모 씨(伴氏) | 도모노 요시오(伴善男)       | 정3위(正三位) ・ 다이나곤                 | 이즈 국으로 유배                                        |
| 도모 씨       | 도모노 나카쓰네(伴中庸)     | 종5위상(従五位上)・우에몬노스케(右衛門佐) | 오키 국으로 유배                                        |
| 도모 씨       | 도모노 아키자네(伴秋実)     | 도모노 요시오의 하인                      | 이키섬으로 유배                                         |
| 도모 씨       | 도모노 기요나와(伴清縄)     | 도모노 요시오의 하인                      | 사도 국으로 유배                                        |
| 기 씨(紀氏)   | 기노 도요시로(紀豊城)       | 도모노 요시오의 하인                      | 아와 국으로 유배                                        |
| 기타          | 이쿠에노 쓰네야마(生江恒山) | 도모노 요시오의 하인                      | 원류(遠流)                                              |
| 기타          | 우라베노 다누시(占部田主)   | 도모노 요시오의 하인                      | 원류                                                    |
| 기 씨         | 기노 나쓰이(紀夏井)         | 종5위상 ・ 히고노카미(肥後守)             | 도사국으로 유배(연좌: 기노 도요시로의 형제)             |
| 도모 씨       | 기노 가와오(伴河男)         | 종5위상・시모쓰케노카미(下野守)           | 노토국(能登国)으로 유배(연좌: 도모노 요시오의 형제)     |
| 도모 씨       | 도모노 나쓰카게(伴夏影)     | 정8위상・가즈사노곤노소죠(上総権少掾)     | 에치고국(越後国)으로 유배(연좌: 도모노 아키자네의 형제) |
| 도모 씨       | 도모노 후유미쓰(伴冬満)     |                                           | 히타치국(常陸国)으로 유배(연좌: 도모노 아키자네의 형제) |
| 기 씨         | 기노 하루미치(紀春道)       |                                           | 가즈사 국으로 유배(연좌:기노 도요시로의 형제)           |
| 도모 씨       | 도모노 다카요시(伴高吉)     |                                           | 가즈사국(下総国)으로 유배(연좌: 도모노 요시오의 조카)   |
| 기 씨         | 기노 다케시로(紀武城)       |                                           | 휴가국(日向国)으로 유배(연좌)                           |
| 도모 씨       | 도모노 하루노리(伴春範)     |                                           | 사쓰마국(薩摩国)으로 유배(연좌: 도모노 아키자네의 조카) |

## 참고 문헌
- 鈴木琢郎「摂関制成立史における「応天門の変」」『日本古代の大臣制』（塙書房、2018年） ISBN 978-4-8273-1298-0 (原論文:『国史談話会雑誌』56号（2015年)）